# Seznam československých hráčů v NHL v sezóně 1977/1978
Toto je seznam hráčů Československa a jejich statistiky v sezóně 1977/1978 NHL.

| Tým               | Věk | Hráč              | Post | Počet zápasů | Branky | Asistence | Body | Počet zápasů v play off | Branky v play off | Asistence v play off | Body v play off |
| ----------------- | --- | ----------------- | ---- | ------------ | ------ | --------- | ---- | ----------------------- | ----------------- | -------------------- | --------------- |
| Detroit Red Wings | 33  | Václav Nedomanský | F    | 63           | 11     | 17        | 28   | 7                       | 3                 | 5                    | 8               |

- F = Útočník